# 1845 en littérature
| Années de la littérature : 1842 - 1843 - 1844 - 1845 - 1846 - 1847 - 1848    |
| Décennies de la littérature : 1810 - 1820 - 1830 - 1840 - 1850 - 1860 - 1870 |

Cet article présente les faits marquants de l'année 1845 en littérature.

## Événements
- 16 janvier : à l'Académie française : discours de Victor Hugo[1] en réponse au discours de réception de Saint-Marc Girardin[2].
- 6 février : réception de Prosper Mérimée à l'Académie française.
- 10 février : Juliette Drouet s'installe au 12 de la rue Saint-Anastase.
- 22 février : Chateaubriand a terminé les Mémoires d'outre-tombe.
- 27 février : à l'Académie française : discours de Victor Hugo en réponse au discours de réception de Sainte-Beuve.
- 10 mars : par décret, le gouvernement espagnol confère à Victor Hugo l'ordre de Charles III.
- 13 avril : Victor Hugo est nommé pair de France[3].
- 24 avril : Alfred de Musset et Honoré de Balzac sont nommés chevalier de la Légion d'honneur[4].
- 8 mai : Alfred de Vigny est élu à l'Académie française.
- 28 mai : Victor Hugo prête serment à la Chambre des pairs.
- 3 juin : nouvelle édition du Rhin, augmentée d'un volume inédit.
- 5 juillet : Victor Hugo et Léonie Biard sont surpris en flagrant délit d'adultère dans un hôtel du passage Saint-Roch. Pair de France, Victor Hugo ne peut être arrêté. Léonie est emmenée à la prison Saint-Lazare.
- 11 juillet : Auguste Biard retire sa plainte contre Victor Hugo (à la sollicitation de Louis-Philippe).
- 14 août : le tribunal de la Seine prononce la séparation de corps et de biens entre les époux Biard.
- 6 septembre : Mme Hamelin obtient de Biard l'autorisation de transférer Léonie de la prison Saint-Lazare dans un couvent.
- 8 septembre : Victor Hugo part pour un bref voyage dans les environs de Paris. On ne sait si Léonie l'accompagne.
- 10 septembre : Léonie Biard-d'Aunet entre au couvent des Augustines (elle y restera six mois environ).
- 26 septembre : Victor Hugo et Juliette Drouet sont aux Metz.
- 7 octobre : Juliette Drouet refuse que Victor Hugo lui achète la maison des Metz.
- 17 octobre : Victor Hugo commence à écrire ce qui deviendra Les Misérables.
- 23 octobre : Honoré de Balzac retrouve Ewelina Hańska à Chalon-sur-Saône. Ensemble ils descendent le Rhône jusqu'à Marseille avant d'embarquer pour Naples.

- Cercle du socialiste Petrachevski, disciple de Charles Fourier, à Saint-Pétersbourg. Les écrivains Saltykov-Chtchedrine et Dostoïevski le fréquentent.
- Baudelaire est placé sous tutelle judiciaire par son beau-père le général Aupick. Il se lance dans la critique d’art (Salon de 1845, Salon de 1846, Salon de 1859) et traduit les œuvres d’Edgar Allan Poe : Histoires extraordinaires (1856), Nouvelles Histoires extraordinaires (1857), les Aventures d’Arthur Gordon Pym (1858).

## Presse
- Avril : 
  - Dans Les Guêpes, article indigné d'Alphonse Karr à propos du Livre d'amour de Sainte-Beuve. Victor Hugo est - sans doute - averti, ainsi, de toute l'affaire.
  - La Revue Nouvelle publie une importante étude de Gobineau, « Les Émigrations actuelles des Allemands ».
- Juin : Gobineau publie « Des buts techniques de la littérature », dans la Revue Nouvelle.
- Novembre : le titre Le Commerce est repris par Guillemot, ancien rédacteur du Siècle. L'ancien gérant du Commerce, Armand Dutacq, élabore le projet d'un quotidien, Le Soleil, qui aurait combiné un journal politique, un journal de commerce, un journal de médecine, un journal de l'instruction publique, un journal scientifique, un journal judiciaire, un journal administratif, et un journal littéraire. Tocqueville figurerait au conseil de direction ; on prévoit également le rachat du Commerce pour 100 000 francs par Dutacq qui veut le fusionner avec Le Soleil. Mais l'entreprise ne peut aboutir.
- 1er décembre : article de Gobineau dans la Revue Nouvelle : « Des agitations actuelles de l'Allemagne ».
- 15 décembre : La Revue Nouvelle publie d'Hercule de Serre un article sur la « Politique de l'Union douanière allemande ».

## Parutions

### Essais
- Friedrich Engels (socialiste allemand) : La condition ouvrière en Angleterre.
- Margaret Fuller (américaine) : La Femme au XIXe siècle. Ses conclusions sur la nécessaire émancipation de la femme dans la société provoque une levée de boucliers dans tous les milieux des États-Unis.
- Ludovic Lalanne : Curiosités littéraires, éd. Paulin.
- Karl Marx (philosophe et économiste allemand) : L'Idéologie allemande dans lequel on trouve la célèbre formule « De chacun selon ses capacités, à chacun selon ses besoins » ; l'œuvre ne sera publié qu'en 1936 à titre posthume.
- Karl Marx (philosophe et économiste allemand) : La Sainte Famille.
- Eugène de Mirecourt : Fabrique de Romans : Maison Alexandre Dumas & Cie. Dans cet opuscule, il dénonce l'utilisation d'un nègre littéraire dans l'œuvre de Dumas.
- Alphonse Toussenel : Les Juifs, rois de l'époque : histoire de la féodalité financière[5].

### Romans
- Honoré de Balzac : La Grande Bretèche
- Alexandre Dumas (1802-1870) :
  -  Le Comte de Monte-Cristo
  - Vingt Ans après
  - La Reine Margot
- Prosper Mérimée (1803-1870, écrivain, historien et archéologue) : Carmen.
- George Sand (1804-1876) : Le Meunier d'Angibault.
- Eugène Sue (1804-1857, écrivain) : Le Juif errant.

## Récompenses et prix littéraires
- L'écrivain français Alfred de Vigny entre à l'Académie française.

## Principales naissances
- 10 juillet : Dolors Monserdà, écrivaine catalane († 31 mars 1919).

## Principaux décès
- 30 mars : Alexandre Soumet, poète et dramaturge français.